# Vuelo 778 de S7 Airlines
El vuelo 778 de S7 Airlines (RU778/SBI778) era un Airbus A310-324 en un vuelo de pasajeros nacional ruso programado, que volaba desde el aeropuerto Internacional Domodedovo, Moscú,  a Irkutsk, cuando se estrelló al aterrizar en el aeropuerto Internacional de Irkutsk a las 07:44 hora local el 9 de julio de 2006 (8 de julio, 22:44 UTC). El avión rebasó la pista y se deslizó sobre varios cientos de metros de pista mojada y hierba. Se estrelló contra una barricada de concreto, golpeó un grupo de garajes privados y estalló en llamas. Imágenes de televisión mostraban ruinas humeantes del Airbus con solo la sección de cola intacta. Los bomberos locales tardaron dos horas de cinco estaciones de bomberos diferentes para extinguir el incendio.
Un total de 125 personas murieron en el accidente. Fue el accidente de avión más mortífero en Irkutsk desde el vuelo 352 de Vladivostok Air en 2001. También fue el accidente de avión más mortífero de la compañía. Actualmente, se considera el cuarto accidente aéreo más mortífero en Rusia y el tercero más mortífero que involucra a un Airbus A310, después del vuelo 431 de Kenya Airways y el vuelo 626 de Yemenia.
Tras el accidente, la mayoría de los medios informaron que se produjo una falla en los frenos en el vuelo 778. Sin embargo, el informe final del Comité Interestatal de Aviación de Rusia (MAK) concluyó que la causa del accidente fue un error del piloto.

## Antecedentes

### Aeronaves
Airbus dijo que la aeronave involucrada en el accidente estaba registrada como F-OGYP, anteriormente N812PA y MSN (Número de serie del fabricante) 442. Fue entregada nueva en junio de 1987 a Pan Am y luego a Delta Air Lines después de la quiebra de Pan Am en 1991. Posteriormente, el avión se entregó a Aeroflot el 1 de marzo de 1995 y finalmente con el S7 en julio de 2004. Había acumulado más de 52.000 horas de vuelo en más de 10.000 vuelos. Al momento del accidente tenía 19 años y 3 meses. Estaba propulsado por dos motores Pratt & Whitney PW4152. En uno de los vuelos anteriores de la aeronave, el inversor de empuje del motor izquierdo no funcionó correctamente y se desactivó al personal de mantenimiento para cumplir con la Lista de equipo mínimo (MEL) de la aerolínea. Sin embargo, el inversor de empuje desactivado sería cuestionado más tarde después del accidente. 

### Pasajeros y tripulación
Había 195 pasajeros y 8 tripulantes a bordo (dos pilotos y seis auxiliares de vuelo), totalizando 203 personas.: 10 .
El capitán era Sergey Gennadievich Shibanov, de 45 años, que trabajaba para la aerolínea desde junio de 2005. Tenía 10.611 horas de vuelo, incluidas 1.056 horas en el Airbus A310: 11–20 .
El primer oficial era Vladimir Grigoryevich Chernykh, de 48 años, que tenía 9.971 horas de vuelo, 158 de ellas en el Airbus A310: 13–20 .
La agencia de noticias ITAR-Tass en Rusia informó que muchos niños estaban entre los pasajeros que volaban a unas vacaciones en el lago Baikal, cerca de Irkutsk, a unos 4.200 kilómetros (2.600 millas; 2.300 millas náuticas) al este de Moscú. Además de los ciudadanos rusos, que eran la mayoría de los pasajeros, también había 2 turistas polacos que viajaban a Mongolia a través de Irkutsk. Había otros 27 no rusos a bordo, 7 de China y Estados Unidos, 3 de Bielorrusia, Indonesia y Japón, y 2 de Alemania, Moldavia y Corea del Sur.

## Accidente

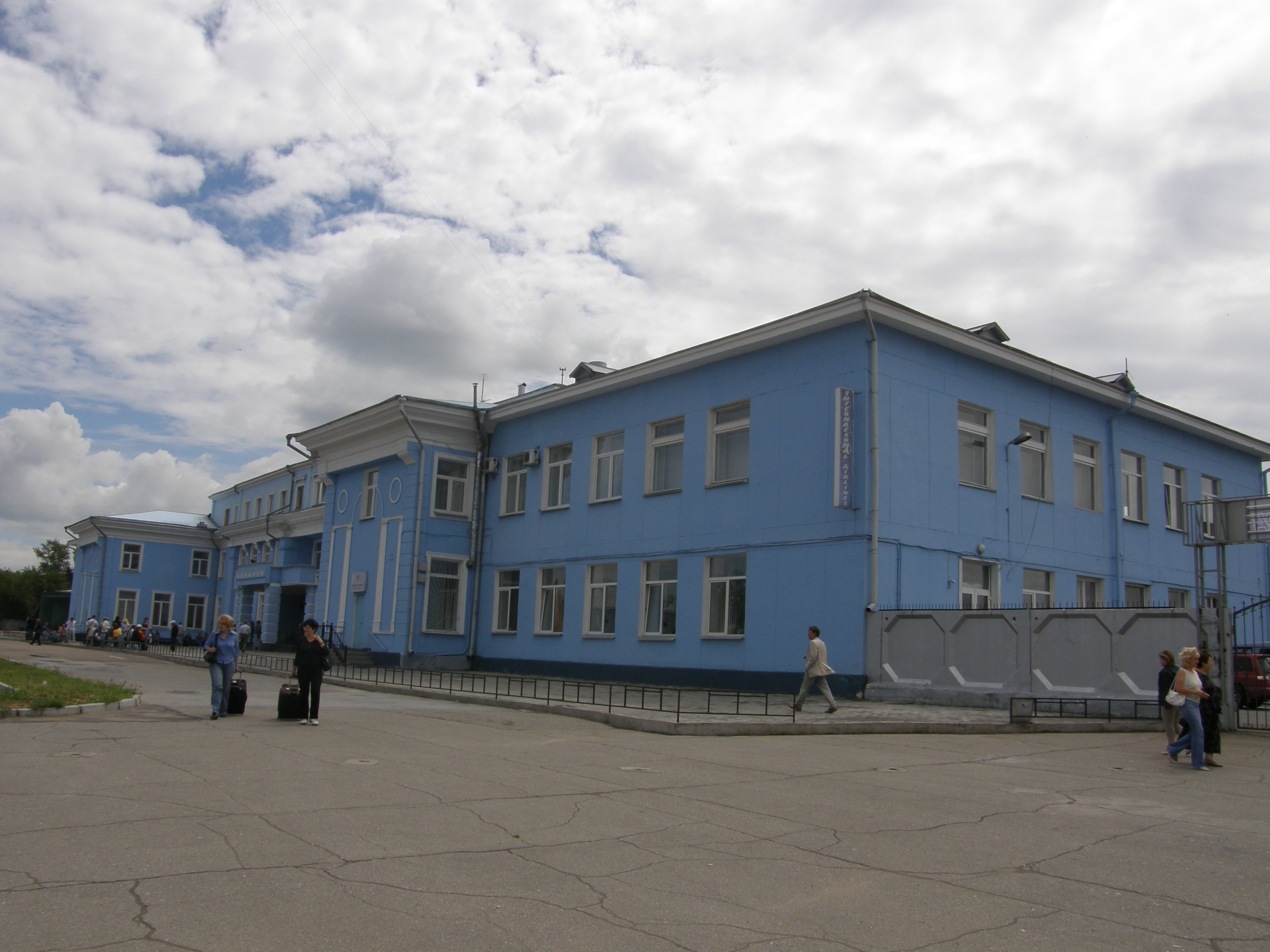
Aeropuerto de Irkutsk, lugar del accidente.

El vuelo 778 partió del aeropuerto Internacional de Moscú Domodedovo a las 17:17 UTC. El vuelo transcurrió sin incidentes hasta que comenzó su descenso hacia Irkutsk a las 22:17. En ese momento, el clima en Irkutsk se estaba viendo afectado por el borde de un ciclón cerca de Ulán Bator, lo que provocó un frente frío que barría la zona. Los observadores afirmaron que el clima en Irkutsk fue una precipitación ligera con nubes cumulonimbus sobre el aeropuerto. La velocidad del viento a nivel del suelo en el aeropuerto fue de aproximadamente 5 m/s (11,1 MPH). Si no fuera posible aterrizar en Irkutsk, el vuelo tendría que ser desviado al aeropuerto de Bratsk. El avión contactó con el control de tráfico aéreo y se alineó perfectamente con la pista.
Después del aterrizaje, los spoilers de la aeronave se armaron y el freno automático se implementó en modo BAJO. El capitán Shibanov, que era el piloto que volaba, desplegó el inversor de empuje del motor derecho (número 2). Sin embargo, al mismo tiempo, el motor izquierdo (número 1) comenzó a generar un empuje hacia adelante significativo, lo que provocó un aumento en la velocidad del avión y la aparición de un par que empujó al avión hacia la derecha.
La tripulación de vuelo se confundió rápidamente en cuanto a la naturaleza y el alcance de la situación. A medida que aumentaba la velocidad de la aeronave, la tripulación hizo todo lo posible para detener el avión y evitar un desastre inminente; a pesar de sus esfuerzos, la aeronave utilizó toda la longitud de la pista y sobrepasó su extremo a una velocidad de unos 180 km / h. Luego, la aeronave se estrelló contra una barrera de hormigón, donde la nariz se derrumbó y el ala izquierda se desprendió del avión, lo que provocó una explosión y un incendio que se pudo ver en la estación de bomberos del aeropuerto. El avión luego se estrelló contra un total de 20 garajes privados. Luego, el fuego penetró en la cabina y destruyó la aeronave, al tiempo que mató a un número significativo de personas que habían sobrevivido al impacto inicial, como lo indicaron los altos niveles de monóxido de carbono en sus sistemas en la autopsia.

### Operaciones de rescate
Los controladores de tráfico aéreo que observaban el progreso del vuelo 778 notaron que el avión avanzaba por la pista a alta velocidad y no reducía la velocidad. Se emitió una señal de alarma a las 22:45. Luego, el director de operaciones de vuelo ordenó al controlador en la torre de control del aeropuerto que enviara el informe inicial del accidente, y ordenó al observador meteorológico en el punto de observación principal que compilara una observación del tiempo. A las 22:46, el aeropuerto fue cerrado por el director de Operaciones de Vuelo del Aeródromo y ni una sola aeronave pudo despegar o aterrizar en el aeropuerto.
Los asistentes de vuelo sobrevivientes en el avión intentaron evacuar a los pasajeros restantes en el avión. Una asistente de vuelo fue suspendida por sus cinturones de seguridad mientras el piso debajo de ella fue destruido. Cuando se desabrochó los cinturones de seguridad, cayó al suelo y sufrió quemaduras graves. La puerta de entrada delantera fue destruida poco después del incendio. La puerta central izquierda no se pudo abrir porque un intenso fuego ardía justo debajo de ella. La puerta trasera derecha y una azafata, que estaba sentada cerca de ella, fueron bloqueadas por recipientes metálicos de comida que habían caído como resultado de la colisión del avión con las barreras. El asistente de vuelo que abrió la puerta trasera izquierda soltó el conducto de escape inflable de emergencia, asegurando así una ruta para evacuar a los pasajeros. La rampa inflable se abrió pero fue dañada por objetos metálicos afilados en el suelo y perdió su capacidad de carga. Otro asistente de vuelo, que ayudaba a los pasajeros dentro de la cabina, fue abrumado por el humo y murió por intoxicación aguda por monóxido de carbono. Algunos pasajeros de la clase ejecutiva y el primer compartimiento de la clase económica fueron evacuados a través de los huecos que se formaron a lo largo de la pared lateral del fuselaje.
El jefe del cuerpo de bomberos del aeropuerto había notado el comportamiento inusual del avión cuando aterrizó y comenzó a seguirlo en un vehículo del cuerpo de bomberos, mientras informaba al vigía de guardia en la torre de la estación de choque y rescate de su decisión. Por lo tanto, segundos después del accidente y la explosión, el vigía de servicio dio la alarma a las 22:44:50. Después de recibir la alarma, el jefe de accidentes y rescate del aeropuerto ordenó desplegar equipos de rescate y accidentes del aeropuerto (CRT) en el lugar del accidente, y el primer camión de bomberos salió de la estación solo 10 segundos después del impacto. Se desplegaron 72 socorristas CRT independientes y 24 vehículos especiales. Los detalles del CRT del aeropuerto llegaron al lugar del accidente a las 22:47.
Los rescatistas encontraron la mayor parte del avión envuelto en llamas, que los bomberos del aeropuerto intentaron apagar. Haciendo palanca para abrir la puerta de la cabina trasera derecha (que estaba, inicialmente, bloqueada por contenedores de comida), encontraron la cabina llena de humo negro y espeso. Lograron salvar a un total de 11 personas más antes de que las llamas los obligaran a detener su operación de rescate.

## Víctimas
Murieron un total de 125 personas, 5 tripulantes y 120 pasajeros. El capitán y el primer oficial murieron en el accidente, mientras que tres de cada seis auxiliares de vuelo murieron. 119 pasajeros y tripulaciones murieron debido a una alta ingesta de monóxido de carbono, lo que indica que sobrevivieron al impacto inicial pero posteriormente murieron en el incendio. Se encontró a una asistente de vuelo con un total de 85% de concentración de carboxihemoglobina dentro de su sangre, junto con sus colegas. Una pasajera murió debido a un trauma severo, combinado con quemaduras en su cuerpo.
Las 78 personas restantes (75 pasajeros y 3 auxiliares de vuelo) sobrevivieron al accidente. Casi 60 personas fueron trasladadas a un hospital, algunas con heridas críticas, pero otras lograron escapar con pocas heridas y 15 pudieron continuar su viaje. Algunos sobrevivientes dijeron que le deben la vida a la azafata que logró abrir la salida de emergencia en la parte trasera del avión. Los dos pasajeros polacos, que habían estado en la sección de cola, sobrevivieron. Se las arreglaron para escapar del avión sin ayuda, uno se lesionó una pierna

## Investigación
Irina Andrianova, portavoz de la agencia de noticias ITAR-Tass, dijo: "El avión se salió de la pista al aterrizar. Viajaba a una velocidad tremenda".
Las agencias de noticias informaron que el ministro de Transporte ruso, Igor Levitin, afirmó lo siguiente, los pilotos informaron a los controladores de tráfico aéreo que habían aterrizado con éxito, pero ese contacto por radio se interrumpió repentinamente. Hablando antes de volar de Moscú a Irkutsk, Levitin también fue citado diciendo que la pista estaba mojada después de la lluvia.
Según Airbus, la aeronave se mantuvo adecuadamente. El A Check más reciente, o verificación de mantenimiento, en la aeronave fue el 1 de junio de 2006, dijo Sibir. A C Check, que implica una revisión más completa, se llevó a cabo el 12 de julio de 2005 en Frankfurt. Según los resultados finales de la investigación, el accidente no fue causado por la falta de despliegue del inversor de empuje del motor izquierdo; el inversor de empuje en cuestión se desactivó de acuerdo con los requisitos de la Lista de equipo mínimo (MEL) antes del accidente.
El informe preliminar del MAK, emitido la semana del 25 de septiembre de 2006, atribuyó el accidente a un error del piloto , al tiempo que constató que no había ningún problema con los motores ni con la aeronave.

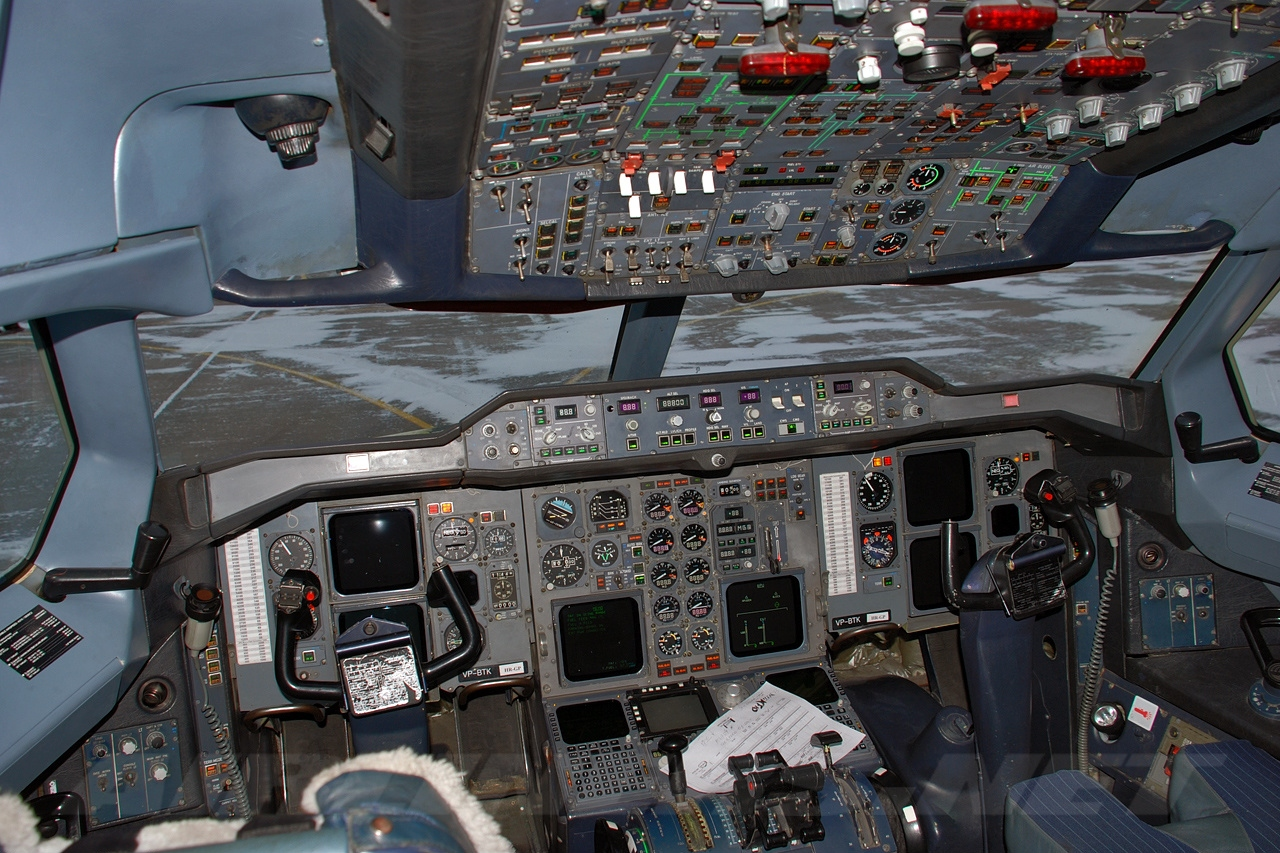
La cabina de un Airbus A310 de Siberia Airlines, con la palanca de empuje visible en el centro de la cabina

El piloto automático y el controlador de empuje fueron apagados por la tripulación a una altura de 100 metros y no pudieron tener ningún efecto en el aterrizaje y la carrera de aterrizaje. Los acoplamientos que unen el controlador de empuje al varillaje de control del motor se desacoplaron y ya no se conectaron al varillaje. No se registraron comandos de dirección dados por la computadora del controlador de empuje. Los resultados de la investigación del sistema electrónico de guía y control del motor (FADEС) dan testimonio de la eficiencia del sistema hasta el momento en que el avión chocó con las barreras. El avión aterrizó en la zona de toma de contacto del aeropuerto de Irkutsk a las 22:43:40 en modo de control de rueda con los motores en ralentí. Después del aterrizaje, los spoilers se desplegaron automáticamente y el sistema de frenado automático (ABS) se activó automáticamente en modo LOW. 1,5 segundos después del aterrizaje, El capitán Shibanov colocó la palanca de retroceso del motor derecho en el modo de retroceso. El motor derecho entró correctamente en modo de empuje inverso. No se aplicó la palanca de empuje inverso para el motor izquierdo.

En consecuencia, durante el tiempo en que la palanca de empuje inverso del motor derecho se movía hacia adelante (para reducir el empuje inverso), el capitán Shibanov movió involuntariamente la palanca de control del acelerador del motor izquierdo hacia adelante (aumentando el empuje hacia adelante) mientras movía la palanca de empuje inverso de El motor derecho subió gradualmente hasta la posición replegada y permaneció en esa posición hasta el momento de chocar con las barreras. La palanca de control del acelerador para el motor izquierdo estaba en la posición correspondiente a la configuración de empuje hacia adelante de aproximadamente el 60% de su empuje de despegue nominal completo, y permaneció en esa posición hasta que el registrador de datos de vuelo(FDR) dejó de grabar. Al parecer, la tripulación no notó el aumento del empuje hacia adelante del motor izquierdo y no se dio cuenta de que la palanca de empuje se había avanzado inadvertidamente hasta el final del ciclo del accidente. La tripulación de vuelo solo notó una anomalía cuando el registrador de voz de la cabina (CVR) registró lo siguiente:

Capitán: ¿Qué pasa?

Primer oficial: las revoluciones por minuto aumentan.

Capitán: ¡Reversa una vez más!

Primer oficial: Salimos. ¿Por qué?

Capitán: No lo sé.

Primer oficial: ¡Oh, Dios mío!

Capitán: ¡Apague los motores!

Micrófono de cabina (CAM): [cambio en el ruido de fondo]

CAM: [Sonido del impacto]

Fin de la grabación

La aeronave se salió de la pista y chocó contra una barricada de hormigón a una velocidad de aproximadamente 100 kilómetros por hora (62 mph).
La congruencia simultánea de los siguientes factores contribuyó al movimiento de la palanca de control de empuje (TCL) que pasó desapercibido para la tripulación de vuelo:
- Presencia de temblores y vibraciones típicas de la pista del aeropuerto de Irkutsk
- Presencia de aceleración negativa durante la marcha normal después del aterrizaje con un inversor de motor derecho activado y frenado automático de las ruedas en modo BAJO
- Posiblemente se necesita una pequeña fuerza de fricción para mover el TCL, lo que facilita cualquier movimiento involuntario de la palanca de control del acelerador

Otro posible factor contribuyente identificado por la investigación fueron los rasgos psicológicos del capitán Shibanov. Se encontró que la evaluación, el análisis y la interpretación de ciertos datos de prueba por parte del psicólogo ocupacional de Sibir eran inadecuados; como resultado, es posible que el psicólogo se haya equivocado al recomendar la admisión de Shibanov al curso de formación de conversión A-310. Los rasgos de personalidad del capitán y el tipo de pensamiento conceptual pueden haber tenido un efecto profundo en su comportamiento en una situación estresante y, en particular, pueden haber causado desorganización en la cabina del piloto cuando se enfrenta a una crisis.
El informe final del MAK se publicó en 2007 tanto en ruso como en inglés. La traducción al inglés del informe final del accidente, en la página 115, establece la siguiente conclusión:

INFORME FINAL DEL COMITÉ DE AVIACIÓN INTERESTATAL SOBRE LOS RESULTADOS DE LA INVESTIGACIÓN DEL ACCIDENTE, pág. 115
La causa del accidente del Sibir A-310 F-OGYP fueron las acciones erróneas y descontroladas de la tripulación durante el lanzamiento después del aterrizaje en una configuración con un inversor de motor desactivado. Después del aterrizaje, el Capitán, mientras actuaba sobre la palanca de empuje inverso del motor derecho, movió inadvertidamente y sin control la palanca del acelerador del motor izquierdo, cuyo inversor de empuje estaba desactivado, desde la posición de "ralentí" a la posición de empuje hacia adelante significativa. El monitoreo inadecuado y las llamadas de la velocidad del avión y los parámetros del motor por parte del copiloto hicieron imposible que la tripulación realizara las acciones necesarias, ya sea moviendo el acelerador izquierdo a ralentí o apagando los motores. La tripulación tuvo tiempo suficiente para reconocer la situación.